# Idiocerus teutoniae
Idiocerus teutoniae är en insektsart som beskrevs av Rauno E. Linnavuori 1956. Idiocerus teutoniae ingår i släktet Idiocerus och familjen dvärgstritar. Inga underarter finns listade i Catalogue of Life.